# Дворец маркграфов (Эрланген)
Дворец маркграфов в Эрлангене (нем. Markgräfliches Schloss Erlangen) — дворец на Рыночной площади в городе Эрланген, построенный в 1700 году. Возведение одного из первых во Франконии барочных зданий было начато архитектором Антонио делла Порта по заказу маркграфа Георга Вильгельма. Является памятником архитектуры.